# Spandrel (Biologie)
Der Begriff Spandrel (englisch für Spandrille, Bogenzwickel) als Bezeichnung für ein evolutionsbiologisches Phänomen wurde 1979 durch Stephen Jay Gould und Richard C. Lewontin geprägt.
Der Begriff stammt aus der Architektur, wo er eine dekorierte Fläche zwischen einem Rundbogen und seiner rechteckigen Umrandung bezeichnet. Gould benutzt diese Baumerkmale als Metapher für biologische Phänomene: Er bezeichnet damit Eigenschaften von Phänotypen, die seiner Theorie zufolge im Laufe der Evolution als Nebenprodukte echter Anpassung entstanden sind.
Gould ist der Meinung, dass Spandrillen als nichtadaptives Nebenprodukt baustatischer Optimierung entstanden sind (primäre Ursache), sich dann aber zum Tragen dekorativer Elemente als nützlich erwiesen haben (sekundärer Effekt). Sie wurden deshalb auch beibehalten, nachdem die Weiterentwicklung anderer tragender Strukturen sie statisch überflüssig gemacht hat.
Als Beispiel aus der Natur lässt sich anführen, dass bei einigen Landschnecken der Umbilicus, ein zylindrischer Hohlraum, der beim spiralförmigen Gehäusewachstum entsteht, als Brutkammer genutzt wird. Die Argumentation ist hier, dass der Umbilicus sich nicht ursprünglich zum Zweck der Nutzung als Brutkammer entwickelt habe, sondern ein geometrisch notwendiges Nebenprodukt des Gehäusewachstums ist (primäre Ursache), das sich (zufällig) als nützlich für den Schutz der Eier erwiesen hat (sekundärer Effekt) und daher bei einigen Arten in dieser Funktion beibehalten wurde, während er bei anderen Arten, die diesen Schutz nicht benötigen, vollständig durch Calcit verschlossen wird (man spricht dann von einer Columella).
Die Theorie der Spandrel als nichtadaptives Nebenprodukt der Evolution wurde von Daniel Dennett (1995) kritisiert. Auch die Bogenzwickel der Architektur seien in ihrer Ausführung nicht ohne Alternative, und ihre spezifische Erscheinungsform habe die spezielle Funktion, dekorative Elemente zu tragen.